# Nuoto ai campionati mondiali di nuoto 2023 - 800 metri stile libero femminili
La gara degli 800 metri stile libero femminili dei campionati mondiali di nuoto 2023 si è svolta il 28 e 29 luglio 2023. Al mattino del 28 luglio si sono svolte le batterie, mentre la finale si è disputata nella serata del 29 luglio.

## Podio
| Pos.    | Atleta         | Nazione     |
| ------- | -------------- | ----------- |
| Oro     | Katie Ledecky  | Stati Uniti |
| Argento | Li Bingjie     | Cina        |
| Bronzo  | Ariarne Titmus | Australia   |

## Record
Prima della manifestazione il record del mondo (RM) e il record dei campionati (RC) erano i seguenti.
|  | 8'04"79 | Katie Ledecky | 12 agosto 2016 Rio de Janeiro |
|  | 8'07"39 | Katie Ledecky | 8 agosto 2015 Kazan'          |

Durante la competizione non sono stati migliorati record.

## Risultati

### Batterie
| Pos. | Batteria | Corsia | Atleta                   | Nazionalità        | Tempo   | Note |
| ---- | -------- | ------ | ------------------------ | ------------------ | ------- | ---- |
| 1    | 4        | 4      | Katie Ledecky            | Stati Uniti        | 8'15"60 | Q    |
| 2    | 3        | 6      | Li Bingjie               | Cina               | 8'20"51 | Q    |
| 3    | 3        | 5      | Erika Fairweather        | Nuova Zelanda      | 8'21"06 | Q    |
| 4    | 3        | 4      | Ariarne Titmus           | Australia          | 8'21"25 | Q    |
| 5    | 4        | 5      | Lani Pallister           | Australia          | 8'21"38 | Q    |
| 6    | 4        | 3      | Simona Quadarella        | Italia             | 8'21"65 | Q    |
| 7    | 3        | 3      | Isabel Marie Gose        | Germania           | 8'21"71 | Q    |
| 8    | 4        | 6      | Jillian Cox              | Stati Uniti        | 8'22"20 | Q    |
| 9    | 4        | 7      | Anastasiia Kirpichnikova | Francia            | 8'22"74 |      |
| 10   | 4        | 0      | Ajna Késely              | Ungheria           | 8'28"23 |      |
| 11   | 3        | 1      | Waka Kobori              | Giappone           | 8'29"54 |      |
| 12   | 4        | 1      | Eve Thomas               | Paesi Bassi        | 8'31"72 |      |
| 13   | 3        | 0      | Beatriz Dizotti          | Brasile            | 8'2"42  |      |
| 14   | 2        | 6      | Alisée Pisane            | Belgio             | 8'32"52 |      |
| 15   | 3        | 7      | Deniz Ertan              | Turchia            | 8'32"54 |      |
| 16   | 4        | 8      | Miyu Namba               | Giappone           | 8'34"62 |      |
| 17   | 2        | 8      | Gan Ching Hwee           | Singapore          | 8'36"31 |      |
| 18   | 2        | 2      | Emma Finlin              | Canada             | 8'36"47 |      |
| 19   | 2        | 5      | Kristel Köbrich          | Cile               | 8'37"09 |      |
| 20   | 4        | 2      | Yang Peiqi               | Cina               | 8'37"16 |      |
| 21   | 4        | 9      | Jimena Pérez Blanco      | Spagna             | 8'37"40 |      |
| 22   | 3        | 2      | Merve Tuncel             | Turchia            | 8'39"47 |      |
| 23   | 3        | 8      | Ángela Martínez          | Spagna             | 8'39"60 |      |
| 24   | 2        | 3      | Bettina Fábián           | Ungheria           | 8'39"63 |      |
| 25   | 3        | 9      | Tamila Holub             | Portogallo         | 8'42"90 |      |
| 26   | 2        | 7      | Han Da-kyung             | Corea del Sud      | 8'43"68 |      |
| 27   | 2        | 4      | Gabrielle Roncatto       | Brasile            | 8'48"36 |      |
| 28   | 2        | 0      | Artemis Vasilaki         | Grecia             | 8'49"61 |      |
| 29   | 2        | 1      | Imani de Jong            | Paesi Bassi        | 8'50"81 |      |
| 30   | 1        | 6      | Diana Taszhanova         | Kazakistan         | 8'51"46 |      |
| 31   | 1        | 4      | Maria Bramont-Arias      | Perù               | 8'59"52 |      |
| 32   | 1        | 5      | Eva Petrovska            | Macedonia del Nord | 9'06"00 |      |
| 33   | 1        | 3      | Sasha Gatt               | Malta              | 9'08"63 |      |
| 34   | 2        | 9      | Võ Thị Mỹ Tiên           | Vietnam            | 9'15"23 |      |

### Finale
| Pos. | Corsia | Atleta            | Nazionalità   | Tempo   | Note |
| ---- | ------ | ----------------- | ------------- | ------- | ---- |
|      | 4      | Katie Ledecky     | Stati Uniti   | 8'08"87 |      |
|      | 5      | Li Bingjie        | Cina          | 8'13"31 |      |
|      | 6      | Ariarne Titmus    | Australia     | 8'13"59 | =    |
| 4    | 7      | Simona Quadarella | Italia        | 8'16"46 |      |
| 5    | 1      | Isabel Marie Gose | Germania      | 8'17"95 |      |
| 6    | 8      | Jillian Cox       | Stati Uniti   | 8'19"73 |      |
| 7    | 2      | Lani Pallister    | Australia     | 8'21"33 |      |
| 8    | 3      | Erika Fairweather | Nuova Zelanda | 8'28"21 |      |